# Меджидов, Магомедрасул Юсуб оглы
Магомедрасул Юсупович Меджидов (азерб. Məhəmmədrəsul Yusub oğlu Məcidov; род. 27 сентября 1986, Урхучимахи, Акушинский район, Дагестанская АССР, СССР) — азербайджанский боксёр-профессионал, выступавший в тяжёлой весовой категории. Заслуженный мастер спорта Азербайджана, член национальной сборной Азербайджана (2009—2017), бронзовый призёр Олимпийские игры 2012 года, участник Олимпийских игр 2016 года, трёхкратный чемпион мира (2011, 2013, 2017), чемпион Европы (2013), многократный национальный чемпион Азербайджана, многократный победитель и призёр международных и национальных турниров в любителях.

## Биография
Родился 27 сентября 1986 года в селе Урхучимахи Акушинского района Дагестанской АССР. По национальности — даргинец. С 2018 года в родном селе проводится турнир в его честь.

## Любительская карьера
В октябре 2011 года занял первое место на чемпионате мира в Баку, в финале победив будущую звезду британца Энтони Джошуа. Британцу во 2-м раунде был отсчитан нокдаун, но Меджидов победил с минимальным преимуществом в 1 очко (22-21).
Заработал лицензию на летние Олимпийские игры 2012. Стал бронзовым призёром Олимпиады в Лондоне, проиграв Роберто Каммарелле со счетом 12:13.
31 августа 2012 года президент Азербайджана и Национального олимпийского комитета Ильхам Алиев наградил Меджидова медалью «Прогресс».
В 2013 году выиграл чемпионат Европы в Минске, победив в финале россиянина Сергея Кузьмина.
В 2013 году на чемпионате мира в Алма-Ате стал золотым призёром, на пути нокаутировав в финале казахстанца Ивана Дычко, и отправив в нокдаун итальянца Роберто Каммарелле.
В 2015 году завоевал бронзу на I Европейских играх в Баку. Он вышел в полуфинал, одолев турка Демирезена, но был вынужден сняться из-за травмы головы.
29 июня 2015 года удостоен Почётного диплома Президента Азербайджанской Республики за заслуги в развитии спорта в Азербайджане.
5 сентября 2017 года был удостоен Персональной пенсии Президента Азербайджанской Республики.

## Профессиональная карьера
В августе 2019 года стало известно, что Меджидов подписал контракт с менеджером по профессиональному боксу Зия Алиевым из компании Boxing Stars Manegement и вскоре начнёт профессиональную карьеру.
27 ноября 2020 года в третьем профессиональном поединке, победил техническим нокаутом в 3-м раунде небитого чемпиона Пуэрто-Рики Сарета Дельгадо (8-0).
17 апреля 2021 года досрочно нокаутом в 1-м же раунде проиграл опытному россиянину Андрею Федосову (31-3).

## Статистика профессиональных боёв
В таблице перечислены результаты всех поединков боксёров.
В каждой строке указан результат поединка. Дополнительно номер поединка обозначен цветом, который обозначает итог поединка. Расшифровка обозначений и цветов представлена в нижеследующей таблице.
| Пример | Расшифровка                     |
| ------ | ------------------------------- |
|        | Победа                          |
|        | Ничья                           |
|        | Поражение                       |
|        | Планируемый поединок            |
|        | Поединок признан несостоявшимся |
| КО     | Нокаут                          |
| ТКО    | Технический нокаут              |
| PTS    | Решение судей (по очкам)        |
| UD     | Единогласное решение судей      |
| MD     | Решение большинства судей       |
| SD     | Раздельное решение судей        |
| RTD    | Отказ от продолжения боя        |
| DQ     | Дисквалификация                 |
| NC     | Поединок признан несостоявшимся |

| 4 поединка, 3 победы (3 нокаутом), 1 поражение. | 4 поединка, 3 победы (3 нокаутом), 1 поражение. | 4 поединка, 3 победы (3 нокаутом), 1 поражение. | 4 поединка, 3 победы (3 нокаутом), 1 поражение. | 4 поединка, 3 победы (3 нокаутом), 1 поражение.           | 4 поединка, 3 победы (3 нокаутом), 1 поражение. | 4 поединка, 3 победы (3 нокаутом), 1 поражение. |
| Бой                                             | Рекорд                                          | Дата боя                                        | Соперник                                        | Место проведения боя                                      | Раундов, время                                  | Дополнительно                                   |
| ----------------------------------------------- | ----------------------------------------------- | ----------------------------------------------- | ----------------------------------------------- | --------------------------------------------------------- | ----------------------------------------------- | ----------------------------------------------- |
| 4                                               | 3-1                                             | 17 апреля 2021                                  | Андрей Федосов (31-3)                           | Seminole Hard Rock Hotel & Casino, Холливуд, Флорида, США | KO 1 (12), 1:24                                 |                                                 |
| 3                                               | 3-0                                             | 27 ноября 2020                                  | Сарет Дельгадо (8-0)                            | Seminole Hard Rock Hotel & Casino, Холливуд, Флорида, США | TKO 3 (8), 0:47                                 |                                                 |
| 2                                               | 2-0                                             | 7 декабря 2019                                  | Том Литтл (10-7)                                | Diriyah Arena, Эд-Диръия, Саудовская Аравия               | TKO 2 (8), 1:49                                 |                                                 |
| 1                                               | 1-0                                             | 13 сентября 2019                                | Эд Фонтейн (12-6)                               | Мэдисон-сквер-гарден, Манхэттен, Нью-Йорк, США            | TKO 4 (6), 2:41                                 | Профессиональный дебют.                         |